# Georg Widmanstetter
Georg Widmanstetter (* vor 1564 in Nellingen bei Ulm; † 20. Mai 1618 in Graz) war Buchdrucker und Verleger.

## Leben
Georg Widmanstetter war von 1568 an Setzer und Korrektor des Münchner Hofdruckers Adam Berg.
Er wurde 1585 von Erzherzog Karl II. nach Graz abgeworben, wo er 1586 zum Hofbuchdrucker ernannt wurde. Der Grazer Hof und die von ihm im Zuge der Gegenreformation nach Graz gerufenen Jesuiten wollen sich mit dieser Berufung eines katholischen Druckers aus der Abhängigkeit von den bislang ausschließlich protestantischen Druckern in Graz lösen.
Georg Widmannstetter verlegte neben religiösen Streitschriften auch Notendrucke und Universitätsschriften. Die Widmanstettersche Druckerei nahm im 17. und 18. Jahrhundert aufgrund eines 1600 erteilten Generalmandats eine Monopolstellung als einzige Druckerei Innerösterreichs ein, nachdem zuvor im Zuge der Gegenreformation alle protestantischen Drucker des Landes verwiesen worden waren. Nach seinem Tod im Jahr 1618 wurden die Geschäfte von seinen Erben bis 1806 weitergeführt, als sie von Alois von Beckh-Widmanstätten infolge der Aufhebung des Monopols aufgegeben und von Andreas Leykam übernommen wurde. Die Drucke von Georg Widmannstetter sind in der Universitätsbibliothek Graz zu finden.
Georg Widmanstetter ist Neffe von Johann Albrecht Widmannstetter.